# Бабич, Георгий Павлович
Георгий Павлович Бабич (6 (18) апреля 1862, Кубань — 15 февраля 1943, Ницца) — русский генерал-лейтенант, начальник Оренбургского губернского жандармского управления (1908—1916), участник гражданской войны в России.

## Биография
Православный, родился на Кубани. Сын участника кавказской войны, генерал-лейтенанта Бабыча Павла Денисовича, младший брат генерала от инфантерии Бабича, Михаила Павловича, начальника Кубанской области и наказного атамана Кубанского казачьего войска.
В 1875 году поступил в Пажеский корпус. В службу вступил 1 сентября 1880 года.
9 декабря 1881 года произведен в хорунжие Урупского конного полка Кубанского казачьего войска, с прикомандированием к Собственному Его Величества конвою. С 17 апреля 1883 года — корнет гвардии. 30 августа 1886 года произведён в поручики гвардии с переименованием в штаб-ротмистры.
21 марта 1891 года переведён из лейб-гвардии 1-го Кубанского казачьего эскадрона Собственного Его Величества конвоя в Отдельный корпус жандармов и определён в Санкт-Петербургский жандармский дивизион. 30 августа 1892 года произведён в ротмистры Отдельного корпуса жандармов.
С 20 октября 1892 года — адъютант Бакинского губернского жандармского управления.
С июня 1893 года состоял помощником начальника С.-Петербургского отделения С.-Петербурго-Варшавского жандармского полицейского управления железных дорог (на станции С.-Петербург Варшавский). 29 мая 1897 года назначен начальником Вержболовского отделения того же Управления. 26 февраля 1901 года получил чин подполковника Отдельного корпуса жандармов.
С 12 мая 1901 года состоял в распоряжении главноуправляющего Канцелярией Его Императорского Величества по принятию прошений. 17 апреля 1905 года присвоен чин полковника Отдельного корпуса жандармов.
С 19 февраля 1908 года назначен начальником Оренбургского губернского жандармского управления. 14 апреля 1913 года произведён в генерал-майоры Отдельного корпуса жандармов.
4 апреля 1916 года уволен от службы с производством в генерал-лейтенанты.
Воевал в Вооруженных Силах Юга России. С 27 января 1920 года в резерве чинов при военном управлении Екатеринодарского отдела Кубанского казачьего войска. Эмигрировал во Францию. Умер в Ницце 15 февраля 1943 года. Похоронен на русском кладбище Кокад.

## Награды
Российские:
- орден Св. Станислава 3 ст. (30.08.1890);
- орден Св. Анны 3 ст. (30.04.1897);
- орден Св. Анны 2 ст. (14.04.1902);
- орден Св. Владимира 4 с. (22.-04.1907);
- орден Св. Владимира 3 ст. (18.04.1910).

Иностранные:
- германский орден Короны 4 ст.

## Семья
Жена — Надежда Фёдоровна (16 июня 1876 — 25 декабря 1965). Умерла во Франции.
Одна дочь.